# Live over Europe 2007
Live over Europe 2007 – szósty album koncertowy grupy Genesis, wydany w roku 2007. Album został zarejestrowany podczas europejskiej części trasy Turn It On Again: The Tour 2007, podczas której grupa powróciła z Philem Collinsem w składzie po 15 latach.

## Lista utworów

### CD 1
| Numer | Tytuł                                      | Miejsce nagrania                                                                               | Czas  |
| ----- | ------------------------------------------ | ---------------------------------------------------------------------------------------------- | ----- |
| 1.    | "Duke's Intro"                             | 7 lipca 2007, Old Trafford, Manchester, Anglia                                                 | 3:48  |
|       | – Behind The Lines                         |                                                                                                |       |
|       | – Duke's End                               |                                                                                                |       |
| 2.    | "Turn It On Again"                         | 1 lipca 2007, Amsterdam Arena, Amsterdam, Holandia                                             | 4:26  |
| 3.    | "No Son of Mine"                           | 1 lipca 2007, Amsterdam Arena, Amsterdam, Holandia                                             | 6:57  |
| 4.    | "Land of Confusion"                        | 11 czerwca 2007, Stadion Olimpijski, Helsinki, Finlandia                                       | 5:11  |
| 5.    | "In The Cage Medley"                       | 7 lipca 2007, Old Trafford, Manchester, Anglia                                                 | 13:30 |
|       | – In The Cage                              |                                                                                                |       |
|       | – The Cinema Show                          |                                                                                                |       |
|       | – Duke's Travels                           |                                                                                                |       |
| 6.    | "Afterglow"                                | 7 lipca 2007, Old Trafford, Manchester, Anglia                                                 | 4:27  |
| 7.    | "Hold On My Heart"                         | 23 czerwca 2007, HDI Arena, Hanower, Niemcy                                                    | 5:58  |
| 8.    | "Home By The Sea / Second Home By The Sea" | 26 czerwca 2007 Esprit Arena, Düsseldorf, Niemcy / 14 lipca 2007, Circus Maximus, Rzym, Włochy | 11:58 |
| 9.    | "Follow You, Follow Me"                    | 30 czerwca 2007, Parc des Princes, Paryż, Francja                                              | 4:19  |
| 10.   | "Firth Of Fifth (fragment)"                | 7 lipca 2007, Old Trafford, Manchester, Anglia                                                 | 4:39  |
| 11.   | "I Know What I Like (In Your Wardrobe)"    | 7 lipca 2007, Old Trafford, Manchester, Anglia                                                 | 6:45  |

### CD 2
| Numer | Tytuł                                  | Miejsce nagrania                                             | Czas  |
| ----- | -------------------------------------- | ------------------------------------------------------------ | ----- |
| 1.    | "Mama"                                 | 5 lipca 2007, Commerzbank Arena, Frankfurt nad Menem, Niemcy | 6:57  |
| 2.    | "Ripples"                              | 20 czerwca 2007, O2 Arena, Praga, Czechy                     | 7:57  |
| 3.    | "Throwing It All Away"                 | 30 czerwca 2007, Parc des Princes, Paryż, Francja            | 6:01  |
| 4.    | "Domino"                               | 14 lipca 2007, Circus Maximus, Rzym, Włochy                  | 11:34 |
|       | – Part I – In The Glow Of The Night    |                                                              |       |
|       | – Part II – The Last Domino            |                                                              |       |
| 5.    | "Conversations with 2 Stools"          | 10 lipca 2007, Stadion Olimpijski, Monachium, Niemcy         | 6:48  |
| 6.    | "Los Endos"                            | 8 lipca 2007, Stadion Twickenham, Londyn, Anglia             | 6:24  |
| 7.    | "Tonight, Tonight, Tonight (fragment)" | 14 lipca 2007, Circus Maximus, Rzym, Włochy                  | 3:49  |
| 8.    | "Invisible Touch"                      | 14 lipca 2007, Circus Maximus, Rzym, Włochy                  | 5:35  |
| 9.    | "I Can’t Dance"                        | 10 lipca 2007, Stadion Olimpijski, Monachium, Niemcy         | 6:11  |
| 10.   | "The Carpet Crawlers"                  | 7 lipca 2007, Old Trafford, Manchester, Anglia               | 6:00  |

## Twórcy
- Tony Banks – instrumenty klawiszowe, śpiew
- Phil Collins – śpiew, perkusja, instrumenty perkusyjne
- Mike Rutherford – gitara basowa, gitara, śpiew
- Chester Thompson – perkusja, instrumenty perkusyjne
- Daryl Stuermer – gitara, gitara basowa, śpiew